# Anna Letenská
Anna Letenská z domu Svoboda (ur. 29 sierpnia 1904 w Nýřanach, zm. 24 października 1942 w KZ Mauthausen) – czeska aktorka.

## Rodzina i dzieciństwo
Anna Svobody była dzieckiem pary wędrownych aktorów: Marii Svobody (1871–1960) i Oldřicha Svobody (zm. 1939), który był również reżyserem. Rodzice pobrali się w styczniu 1896 i mieli siedmioro dzieci. Jedno zmarło na zapalenie płuc. Wszystkie dzieci były uzdolnione artystycznie, a córka Helena została nauczycielką.
Anna Svobody wyszła za mąż w  wieku 21 lat za aktora Ludvika Letenský’ego, który pierwotnie nazywał się Hrdlička. Grali razem w wędrownym zespole, w którym przez przypadek znalazło się więcej aktorów o „ptasich” nazwiskach, dyrektor teatru polecił aktorom, aby sobie wymyślili pseudonimy. Mąż Anny pochodził z miejscowości Letné, nazwano go Letenský. Anna Letenská miała z nim syna Jerzego (1926-1992). Brak stałego angażu Anny, kłopoty finansowe, powstałe nieporozumienia doprowadziły do rozpadu małżeństwa. Letenscy ostatecznie rozwiedli się w czerwcu 1940, ale zostali przyjaciółmi.

## Praca artystyczna
Anna urodziła się w 1904 r. i już jako dziecko występowała na scenie. Zaczynała od ról dziecięcych, potem dostawała głównie role młodych ludzi, w których osiągnęła sukces.
Pierwszy stały angaż dostała w 1919 roku w grupie teatralnej Suková – Kramuelová. Pracowała w Południowoczeskim Teatrze Narodowym (cz. Jihočeské národní divadlo) w Czeskich Budziejowicach, następnie na Morawach w spółce Otto Alferiego, w Koszycach, Ołomuńcu (1930 – 1931), Bratysławie (1931 – 1935) i Kladnie (1935 – 1936). Od 1936 występowała w praskim Variete. Po okresie, kiedy nie miała angażu działała również w czeskim radiu, oraz w praskim miejskim teatrze na Vinohradach (sierpień 1939 – 1942).
Anna Letenská była charakterystyczną aktorką komediową. Nie wyróżniała się szczególną urodą, ale właśnie dzięki temu wyglądowi i talentowi komicznemu była predysponowana do ról dziewczyn i kobiet stanowczych, energicznych, pełnych temperamentu – np. inscenizacje Strakonický dudák, Bobří kožich i Boře. Charakteryzowały się one wiarygodnością i prawdziwością. Była na tyle wszechstronna, że mówiono o niej jako następczyni Marii Bečvářovej lub Marii Hübnerovej.
Zagrała w 25 filmach. W filmie zadebiutowała w roli służącej w dramacie Kříž u potoka (1937). Potem przyszły role w inscenizacjach i filmach. Film jednak nie wykorzystał w pełni jej talentu komediowego i oferował jej małe rólki w różnych komediach. Pięć ostatnich swych filmów nagrała w najcięższym okresie swego życia.

## Ostatnie lata
10 października 1941 wyszła ponownie za mąż za architekta Vladislava Čalouna, prokurenta międzynarodowej firmy transportowej. Możliwe że wiedziała o współpracy męża z ruchem oporu. W czasie represji po zamachu grupy Anthropoid na Reinharda Heyrdicha aresztowano dra Břetislava Lyčkę, którego mąż Letenskej wcześniej znał z organizacji Sokol i z którym współpracował w konspiracji.  Dr Lyčka, udzielił pomocy medycznej zamachowcom: kontuzjowanemu podczas lądowania ze spadochronem Jozefowi Gabčíkowi, a w mieszkaniu naczelnika „Sokola” Jaroslava Piskáčka opatrzył Janowi Kubišowi oko zranione podczas zamachu. Ponieważ inny zamachowiec Karel Čurda zdradził  swych towarzyszy gestapo, następnego dnia Lyčkowie zostali aresztowani, a niedługo potem także Vladislav Čaloun. Aresztowana miała być również sama Letenská, jednak na skutek interwencji producenta filmu Miloša Havla gestapowcy pozostawili ją, żeby dokończyła zdjęcia w komedii filmowej pod tytułem Příjdu hned (Zaraz przyjdę). W filmie Anna Letenská zagrała perfekcyjnie. Reżyser tego filmu Otakar Vávra wspominał później, że zawsze, kiedy dokończyli ujęcie, Letenská szła usiąść w rogu pomieszczenia, chowała głowę w dłonie i myślała o mężu. Każdego ranka samochód wytwórni woził ją z domu na zdjęcia do hostivarskiego atelier. Niebawem „z powodów prewencyjnych” dostała wypowiedzenie z teatru na Vinohradach, ale zaraz została przyjęta w holeszowickiej Uranii. Natychmiast po skończeniu filmu 3 września 1942 komisarz Müller razem z agentem gestapo Adolfem Řepą zamknął ją w  siedzibie praskiego gestapo, następnie została przewieziona do więzienia na Pankrác i przez Małą Twierdzę (czes. Malá pevnost) w Terezinie trafiła w październiku do KZ Mauthausen. Według aktu zgonu znalezionego w archiwum obozowym została zabita w bunkrze strzałem w tył głowy 24 października 1942 o 10:56. Jej mąż został zabity później, 26 stycznia 1943 o 16:45. Letenská była jedyną czeską aktorką, która zginęła w obozie koncentracyjnym. Dwa miesiące po jej egzekucji 25 grudnia 1942 odbyła się premiera komedii Příjdu hned (1942).

## Pamięci Anny Letenskej
Anna Letenská została pośmiertnie (1946) odznaczona czechosłowackim Krzyżem Wojennym. Na jej cześć nazwano jej imieniem ulice w praskiej dzielnicy Vinohrady i w Ostrawie. W teatrze na Vinohradach umieszczono tablicę pamiątkową oraz jej popiersie.  Życie i tragiczna śmierć Anny Letenskéj inspirowały pisarza Norberta Frýda do napisania opowiadania Kat nepočká (1958), które zostało potem sfilmowane (1971) przez Františka Filipa, z Jiřiną Bohdalovą w roli tytułowej. Frýd podobno nie zdołał ukazać właściwej natury Letenskej. Świadkowie zgadzają się, że była kobietą nadzwyczaj łagodną, miłą i mądrą.

## Filmy z udziałem Anny Letenskej
- Kříž u potoka (1937) – dramat Karolíny Světlej w reż. Miroslava Jareša
- Manželka něco tuší (1938) – reż. Karel Špelina (jedyny film, gdzie gra razem z mężem)
- Slávko, nedej se! (1938) – komedia w reż. Karela Lamača (żona Zvonimíra Řepy)
- Srdce v celofánu (1939) – reż. Jana Svitáka (żona Koženégo)
- Děvče z předměstí (1939) – reż. Theodor Pištěk (Chvojková)
- Ženy u benzínu (1939) – reż.Václava Kubáska (gospodyni)
- Mořská panna (1939) – reż. Václava Kubáska (Hrdá, żona szczotkarza)
- Umlčené rty (1939) – reż. Karela Špeliny (ciotka Tonička)
- Dvojí život (1939) – reż. Václava Kubáska (Staňková)
- Okénko do nebe (1940) – reż. Zdeněk Gina Hašler (matka cudownego dziecka)
- Prosím, pane profesore! (1940) – reż. Zdeněk Gina Hašler
- Pelikán má alibi (1940) – reż. Miroslava Cikána (sąsiadka)
- Minulost Jany Kosinové (1940) – reż. Jana Alfréda Holmana (żona stolarza Sutnara)
- Pro kamaráda (1941) – reż. Miroslav Cikán (ciotka Pavla)
- Rukavička (1941) – dramat w reż. Jana Alfreda Holmanna (służąca Anička)
- Pražský flamendr (1941) – reż. Karel Špelina (posługaczka)
- Čekanky (1940) – reż. Vladimíra Borskiego (Maria)
- Babička (1940) – dramat według Boženy Němcovej w reż. Františka Čápa (nadąsana dozorczyni)
- Z českých mlýnů (1941) – komedia w reż. Miroslava Cikána (służąca Anežka)
- Valentin dobrotivý (1942) – komedia w reż. Martina Friča (żona woźnego Biebra)
- Ryba na sucho (1942) – komedia Vladimíra Slavínskiego (pani Kučerová)
- Miasteczko na dłoni (1942) – komedia Vaclava Binovca (Maria)
- Dlouhý široký a byzstrozraký – niedokończona bajka (matka)
- Příjdu hned (1942) komedia Otakara Vávry (dozorczyni Koubková – ostatnia jej rola)